# Оруджева, Гюльпута Мансум кызы
Гюльпута Мансум кызы Оруджева (азерб. Gülputa Mənsim qızı Orucova; 1922, Керрар, Геокчайский уезд — 17 июля 2010, Кюрдамир) — советская азербайджанская хлопковод, Герой Социалистического Труда (1950).

## Биография
Родилась в 1922 году в селе Керрар Геокчайского уезда Азербайджанской ССР (ныне посёлок Каррар Кюрдамирского района).
С 1944 года — звеньевая колхоза имени Ворошилова, председатель исполкома Кюрдамирского районного совета депутатов трудящихся, председатель колхозов имени Ворошилова и имени Р. Ахундова Кюрдамирского района, контролёр Керрарской сельской сберкассы. В 1949 году получила урожай хлопка 70,1 центнер с гектара на площади 6 гектаров.
Указом Президиума Верховного Совета СССР от 12 июля 1950 года за получение высоких урожаев хлопка Оруджевой Гюльпуте Мансум кызы присвоено звание Героя Социалистического Труда с вручением ордена Ленина и золотой медали «Серп и Молот».
Активно участвовала в общественной жизни Азербайджана. Член КПСС с 1944 года. Депутат Верховного Совета Азербайджанской ССР 3-го созыва.
С 1980 года — пенсионер союзного значения, с 2002 года — президентский пенсионер.
Скончалась 17 июля 2010 года в городе Кюрдамир.